# Ichneumon invisus
Ichneumon invisus là một loài tò vò trong họ Ichneumonidae.